# سوئینی تاد: آرایشگر شیطانی خیابان فلیت (فیلم ۲۰۰۷)
سوئینی تاد: آرایشگر شیطان‌صفت خیابان فلیت (به انگلیسی: Sweeney Todd: The Demon Barber of Fleet Street) فیلمی ترسناک و موزیکال به کارگردانی تیم برتون است. این فیلم اقتباسی از داستان استفان سندهایم و هیو ویلر است. داستان ملودرام فیلم در دوره ویکتوریا روایت می‌شود و داستان شخصی به نام سویینی تاد است، یک پیرایشگر انگلیسی و یک قاتل زنجیره‌ای که مشتریان خود را با یک تیغ ریش‌تراشی به قتل می‌رساند و با کمک همدست خود، خانم لاوت، با گوشت اجساد پای گوشت درست می‌کند. تیم برتون زمانی که هنوز یک دانش آموز بود به موزیکال استفان سندهایم علاقه‌مند شد. با این حال تا سال ۲۰۰۶ فرصت ساختن این فیلم را نیافت و در سال ۲۰۰۶ شروع به ساخت فیلم کرد. سندهایم اگر چه به‌طور مستقیم درگیر کار نبود اما در طول تولید به عنوان مشاور فعالیت کرد. جانی دپ در نقش سوئینی تاد و هلنا بونهام کارتر در نقش خانم لاوت بازی کردند. جانی دپ برای اولین بار بود که خوانندگی می‌کرد با وجود این مورد توجه منتقدان قرار گرفت.
سوئینی تاد: آرایشگر شیطان‌صفت خیابان فلیت در تاریخ ۲۱ دسامبر ۲۰۰۷ در ایالات متحده و یک ماه بعد در انگلستان اکران شد. فیلم موفق به کسب جوایزی از جمله جایزه گلدن گلوب برای بهترین فیلم موزیکال یا کمدی، جایزه گلدن گلوب برای بهترین بازیگر نقش اول مرد و برنده اسکار بهترین کارگردانی هنری شد. هلنا بونهام کارتر نامزد دریافت جایزه گلدن گلوب شد و جانی دپ نامزد اسکار بهترین بازیگر نقش اول مرد شد. همچنین تیم برتون در گلدن گلوب و اسکار نامزد بهترین کارگردانی شد اما موفق به دریافت آن‌ها نشد.

## داستان
بنجامین بارکر (جانی دپ) آرایشگری است که یک قاضی بدطینت به نام تورپین (آلن ریکمن) که عاشق زن بنجامین شده بود او را از خانواده‌اش جدا و به جای دیگری تبعید کرده‌است. او بعد از ۱۵ سال با نام مستعار سوئینی تاد بازمی‌گردد تا از کسانی که باعث جدایی او از همسر و فرزندش شده‌اند انتقام بگیرد. پس از بازگشت به محل زندگی همسرش می‌رود که در حال حاضر زنی به نام خانم لاوت (هلنا بونهام کارتر) در آن یک شیرینی پزی راه‌اندازی کرده و در آن پای گوشت می‌فروشد. او از طریق خانم لاوت مطلع می‌شود که همسرش «لوسی» خودکشی کرده و تورپین دختر او را تحت سرپرستی خود گرفته و سال‌هاست که او را در خانه زندانی کرده‌است. او مغازه پیرایشگری خود را در طبقه بالای شیرینی پزی خانم لاوت باز می‌کند و با این فکر که روزی با یک نقشه تورپین را به مغازه کشانده و او را در آنجا به قتل برساند شروع به کسب و کار می‌کند.
آنتونی ملوانی که در سفر بازگشت تاد به وطنش او را همراهی کرده عاشق دختری بنام جوآنا می‌شود. جوآنا همان دختر سوئینی تاد است که نزد قاضی زندانی است. قاضی نیز عاشق جوآناست و پیش از خواستگاری از او با نقشه تاد برای اصلاح به مغازه او می‌رود. تاد قصد کشتن او را دارد اما موفق نمی‌شود. سوئینی سخت خشمگین است و روان پریش می‌شود و تمام لندن را مقصر می‌داند. تاد بسیاری از افرادی را که به مغازه او می‌روند به قتل رسانده و جسد فرد مرده را با همکاری خانم لاوت به داخل کورهٔ شیرینی پزی و در آنجا تبدیل به پیراشکی می‌کند و به مردم می‌فروشد.
آنتونی می‌فهمد که تورپین جوآنا را در تیمارستان زندانی کرده. او به بهانه ساخت کلاه گیسی از موهای دیوانه‌ها به تیمارستان می‌رود و جوآنا را فراری می‌دهد. او جوآنا را به شکل یک پسر درمی آرد و در آرایشگاه تاد در یک صندوق پنهان می‌کند. تورپین از فرار جوانا خبر دار می‌شود و با توجه به اینکه از عشق آنتونی و دخترش و همچنین رابطه آنتونی و تاد با خبر است به سلمانی تاد می‌رود و تاد به او پیشنهاد اصلاح می‌دهد. او اطمینان می‌دهد که جوآنا به خانه بازمی‌گردد و با او ازدواج می‌کند. تورپین خوشحال می‌شود و اجازه اصلاح می‌دهد و تاد در همین فرصت تورپین را به قتل می‌رساند. در همین حین زن گدایی که از مدت‌ها پیش به رفتار تاد مشکوک شده به مغازه تاد می‌رود و تاد او را نیز به قتل می‌رساند. تاد متوجه جوانا نیز که در آنجا پنهان شده نیز می‌شود. جوانا و تاد که همدیگر را نمی‌شناسند با همدیگر درگیر می‌شوند وقتی سعی دارد او را بکشد اما تاد برای کمک به خانم لاوت ترک که در حال فریاد کشیدن است مغازه را ترک می‌کند و جوانا می‌گریزد. تاد لاوت را می‌بیند که قاضی در لحظات آخر زندگی خود به دامن او چنگ زده و مرده‌است. تاد جنازه‌ها را وارسی می‌کند و لاوت تنور را آماده می‌کند. تاد ناگهان می‌فهمد که زن گدا، زن او لوسی بوده‌است که به بعد از خودکشی زنده مانده اما مجنون شده. او که خانم لاوت را مقصر این حادثه می‌داند او را به داخل تنور می‌اندازد. سپس زن مرده خود را در آغوش می‌گیرد و می‌گرید. پسری که لاوت و تاد به فرزند خواندگی قبول کردند در این لحظات متوجه قاتل بودن تاد شده و او را در همین حین می‌کشد.

## بازیگران
- جانی دپ (سوئینی تاد)
- هلنا بونهام کارتر (خانم لاوت)
- آلن ریکمن (قاضی تروپین)
- تیموتی اسپال (بمفورد)
- ساشا بارون کوهن (پیرلی)